# 北総開発鉄道7250形電車

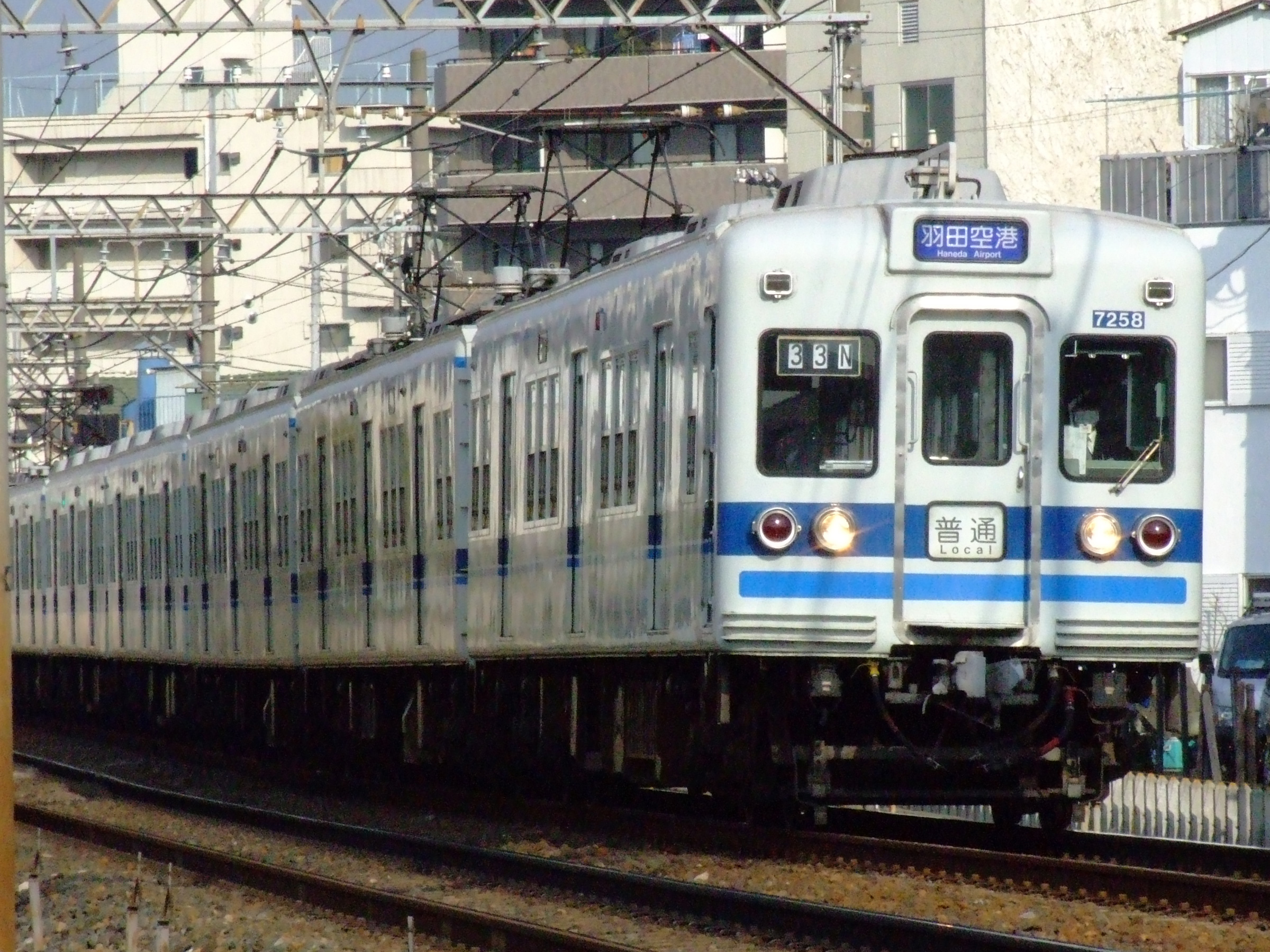
北総開発鉄道7250形7258編成

北総開発鉄道7250形電車（ほくそうかいはつてつどう7250がたでんしゃ）は、2003年から2006年まで北総鉄道（旧・北総開発鉄道）に在籍した通勤形電車。京成電鉄からのリース車両であった。

## 7250形登場まで
北総では、1991年（平成3年）3月の第2期線（高砂 - 新鎌ヶ谷間）開業時に伴う車両増備のうち、2編成16両は京浜急行電鉄から1000形の譲渡を受け、7150形として使用していた。だが、老朽化のため代替することとなり、1995年9月から1998年2月にかけて京成3150形16両のリースを受けた7050形が登場した。以後、京成から16両のリース枠が充当されたが、7050形は車齢が高く、定期検査に掛かるコストを極力抑えることが主題となった。そのため、各車のリース期間は比較的短く、リース元の3150形が京成に在籍していた2001年（平成13年）4月までは、京成での新車導入で余剰となり、かつ定期検査期限に余裕のある3150形を新規にリースし、北総在籍の7050形で定期検査期限が近い車両を京成に返却して、営業運転に戻さずに廃車とした。基本的に置き換えは4両編成1 - 2本単位で行なわれている。
リース枠のうち8両は2003年（平成15年）2月に、保守費低減の観点からVVVFインバータ制御車の3700形のリースを受けた7300形7808編成が充当された。この編成は長期リースの予定である。そして残る8両は従来通り京成での経年形式車リースとして3200形8両のリースを受け、7250形とされた。

## 概要
2003年12月に7050形の代替として京成より3200形6M車をリースすることにより登場した。経年形式のリースのため、新車導入時に発生した余剰車で定期検査期限に余裕がある車両、もしくは車齢の浅い車両などを優先的に8両をリースすることにした。
リースに際しての改造などは、7050形と同様に帯色変更と改番・リースに伴う車両番号・社名ステッカーの貼付、停車駅予報装置の撤去、旧車両番号と社名文字プレートの撤去のみであるが、車号表記のフォントが変更されていた。
車両番号の付番は7251 - 7258の順で、東京都交通局（都営地下鉄）浅草線と相互直通運転する各社局の慣例により編成名は南方（浦賀方）先頭車の車両番号から、7258編成と称した。当編成は8両固定編成で、在籍期間中は北総車では中間に乗務員室のある車両がなくなった。
本編成は車齢が40年を越しており老朽化が著しかったことから、2006年3月に京成に返却され、営業運転に戻らずに廃車になった。尚、引退の時点では日本最古の地下鉄直通車であった。
代替は京成3300形がリースされた7260形である。
編成表
|                   | ←浦賀印旛日本医大→ |      |      |      |      |      |      |      |
| 京成での 車両番号 | 3224               | 3223 | 3222 | 3221 | 3236 | 3235 | 3234 | 3233 |
| 北総での 車両番号 | 7258               | 7257 | 7256 | 7255 | 7254 | 7253 | 7252 | 7251 |

### 7260形との相違
本形式の返却以降、京成3300形1次車の3308・3316編成をリースした7260形が在籍しているが、この形式は、リースに先立ってC-ATSを設置（3316→7268と3305→7261のみ）した点が7258編成や7050形と異なるほか、種車が7250形は3200形、7260形は3300形であるため、側面種別・行先表示器の位置と前面貫通扉の窓ガラス支持方式が異なる。一時期は同形式とされたが、記念切符に記されているように現在は区別されている。